# Grota Fingala

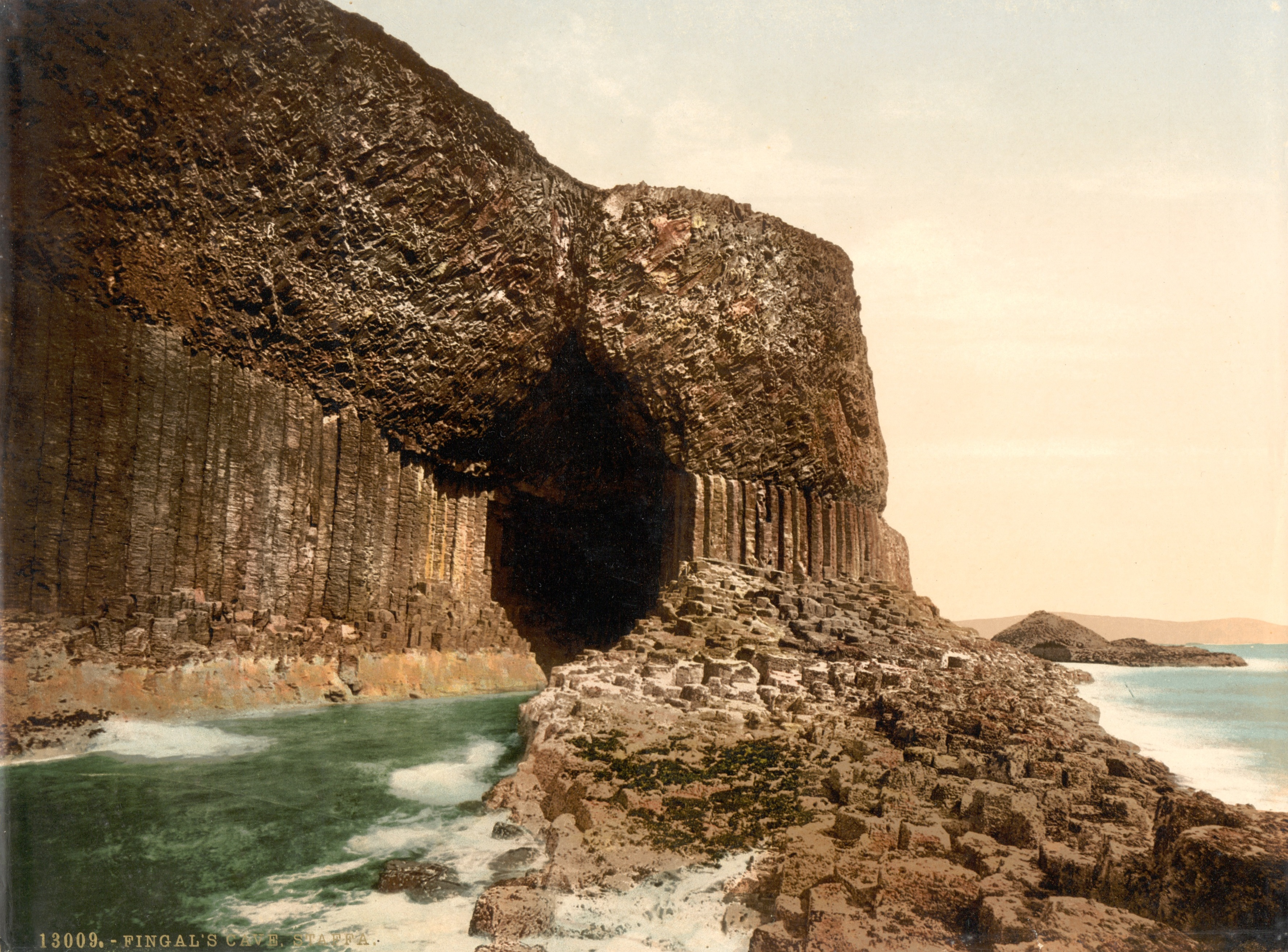
Wejście do Groty Fingala, rok 1900 (podczas odpływu)

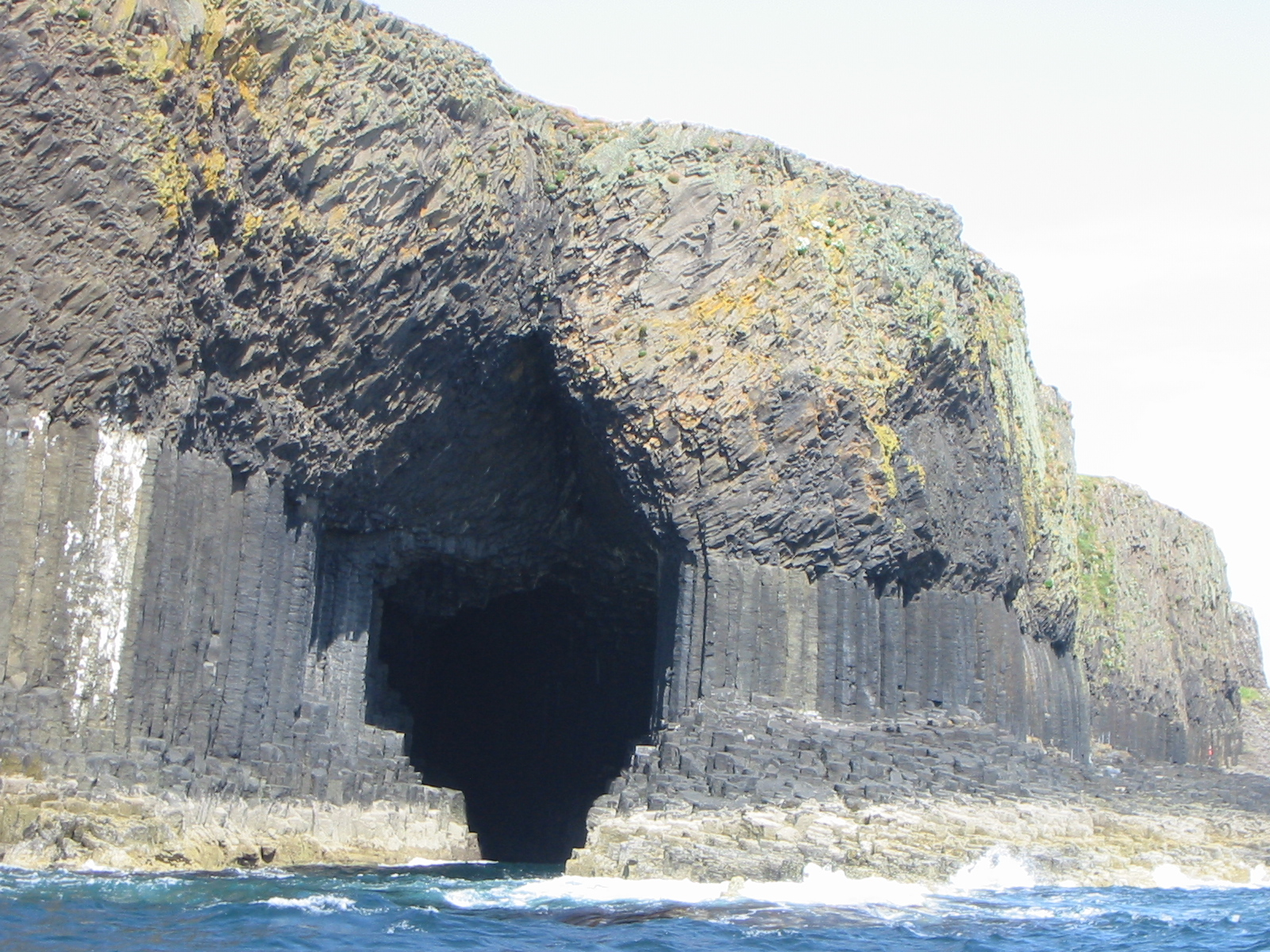
Wejście do Groty Fingala, rok 2004

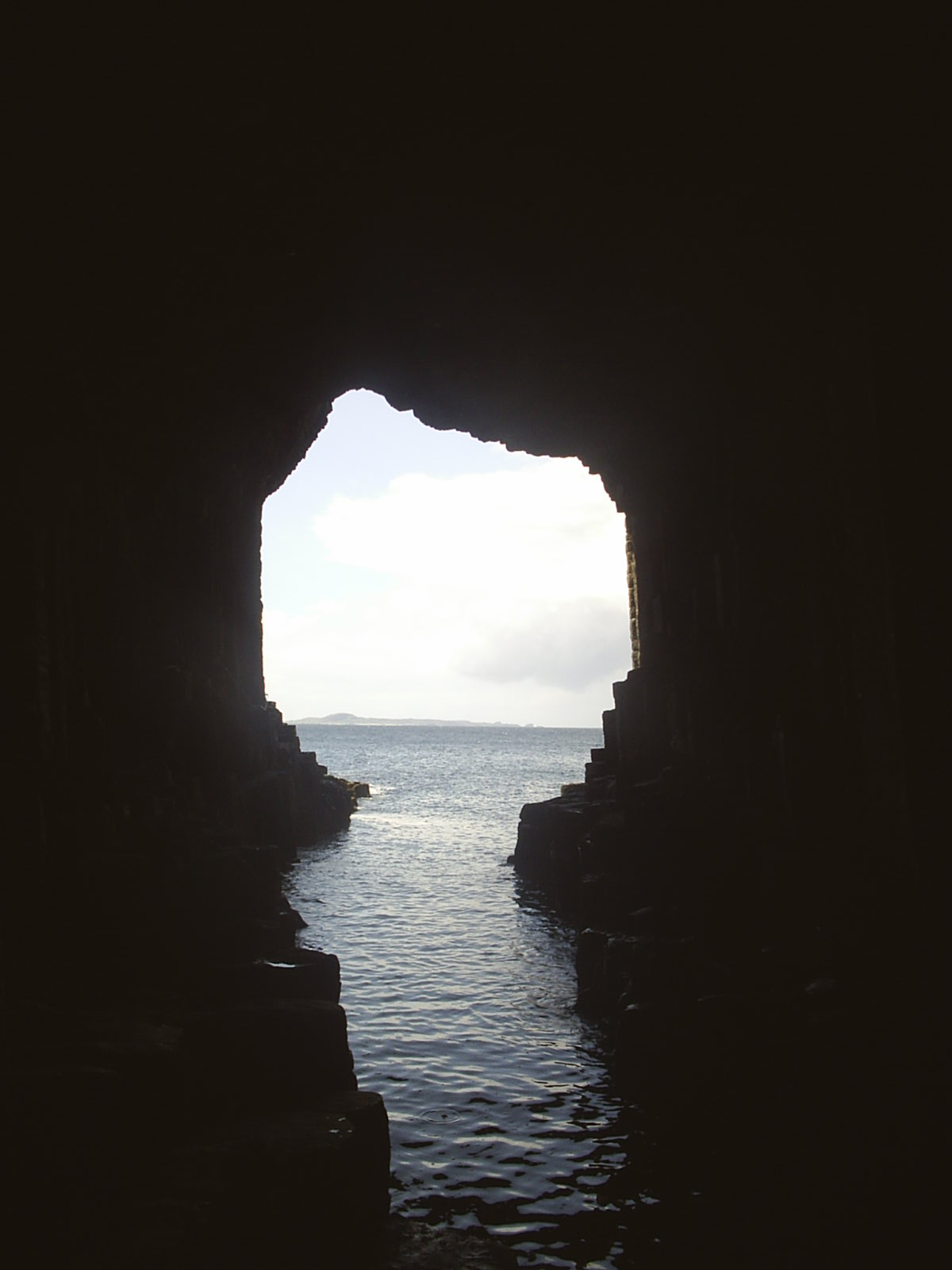
Widok z wnętrza groty w kierunku wyspy Iona, rok 2004

Grota Fingala (ang. Fingal's Cave, gael. Uamh-Binn) – morska jaskinia na niezamieszkanej wyspie Staffa należącej do archipelagu Hebrydów Wewnętrznych w Szkocji, część Narodowego Rezerwatu Przyrody na terenie National Trust for Scotland.
Ściany groty uformowane zostały przez sześciokątne kolumny bazaltowe podobne w swojej strukturze (i będące częścią tej samej prehistorycznej lawy) do Grobli Olbrzyma w Irlandii Północnej i do bazaltowych klifów z wyspy Ulva. W obu przypadkach nagłe ochładzanie się powierzchni gorącej lawy spowodowało jej pękanie według heksagonalnego wzoru, podobnie jak osuszane błoto pęka gdy się kurczy, a pęknięcia te stopniowo powiększają się w głąb jako rezultat chłodzenia i kurczenia lawy do formy kolumn. Procesy erozji powodują dalsze systematyczne ich odsłanianie.
Powierzchnia groty i jej łukowate sklepienie sprzyjają powstawaniu niepokojących dźwięków będących echem fal morskich, stwarza to atmosferę naturalnej katedry. Grota ma również gaelicką nazwę, która brzmi Uamh-Binn, co znaczy „grota melodii”. 
Została odkryta przez XVIII-wiecznego naturalistę Josepha Banksa w 1772 roku. Nadano jej nazwę Grota Fingala na cześć jednego z bohaterów Pieśni Osjana, epickiego poematu autorstwa XVIII-wiecznego szkockiego poety-historyka Jamesa Macphersona opartego na starych celtyckich opowieściach i balladach z cyklu osjańskiego. W irlandzkiej mitologii bohater Fingal znany jest jako Fionn mac Cumhail i wedle sugestii Macphersona przybierał imię Fingala (co znaczy „biały nieznajomy”), jakkolwiek w staro-gaelickim imię to brzmi jako Finn. Legenda o Grobli Olbrzymiej czyni z Fionna czy Finna budowniczego nasypu pomiędzy Irlandią a Szkocją, nazywanego 'drogą gigantów'.
Jaskinię na wyspie Staffa odwiedził w 1829 roku kompozytor Felix Mendelssohn, zainspirowany przez dziwne echo wewnątrz groty napisał uwerturę Hebrydy, opus 26, znaną również jako Uwertura Groty Fingala. Uwertura Mendelssohna przyczyniła się do popularyzacji groty jako atrakcji turystycznej. Jaskinia wzbudziła zainteresowanie XIX-wiecznego pisarza Juliusza Verne’a, poetów Williama Wordswortha, Johna Keatsa i Alfreda Tennysona czy artysty malarza Williama Turnera, który w 1832 namalował „Staffa, Grota Fingala”. Dramatopisarz August Strindberg umieścił scenę ze swojej „A Dream Play” w miejscu nazwanym „Fingal's Grotto. Szkocki powieściopisarz Walter Scott opisał Grotę Fingala jako „jedno z najbardziej nadzwyczajnych miejsc, które kiedykolwiek odwiedziłem”. Również królowa Wiktoria zwiedziła to miejsce.
Grota ma wysokie łukowate wejście i wypełniona jest wodą, jakkolwiek dzisiaj już łodzie nie mogą do niej wpłynąć. Turyści mogą wejść do środka wąską ścieżką, prowadzącą powyżej poziomu wody.

## Wymiary groty
- Wood-Nuttal Encyclopaedia, 1907 i Encyklopedia Powszechna PWN, 1988: głębokość – 69 m (227 ft); wysokość – 20 m (66 ft)[11][12]
- National Public Radio: głębokość – 45 m (150 ft); wysokość – 22 m (72 ft)[13].
- Show Caves of the World: głębokość - 85 m (279 ft); wysokość – 23 m (75 ft)[4].